# Yucca constricta
Yucca constricta är en sparrisväxtart som beskrevs av Samuel Botsford Buckley. Yucca constricta ingår i släktet palmliljor, och familjen sparrisväxter. Inga underarter finns listade i Catalogue of Life.

## Bildgalleri

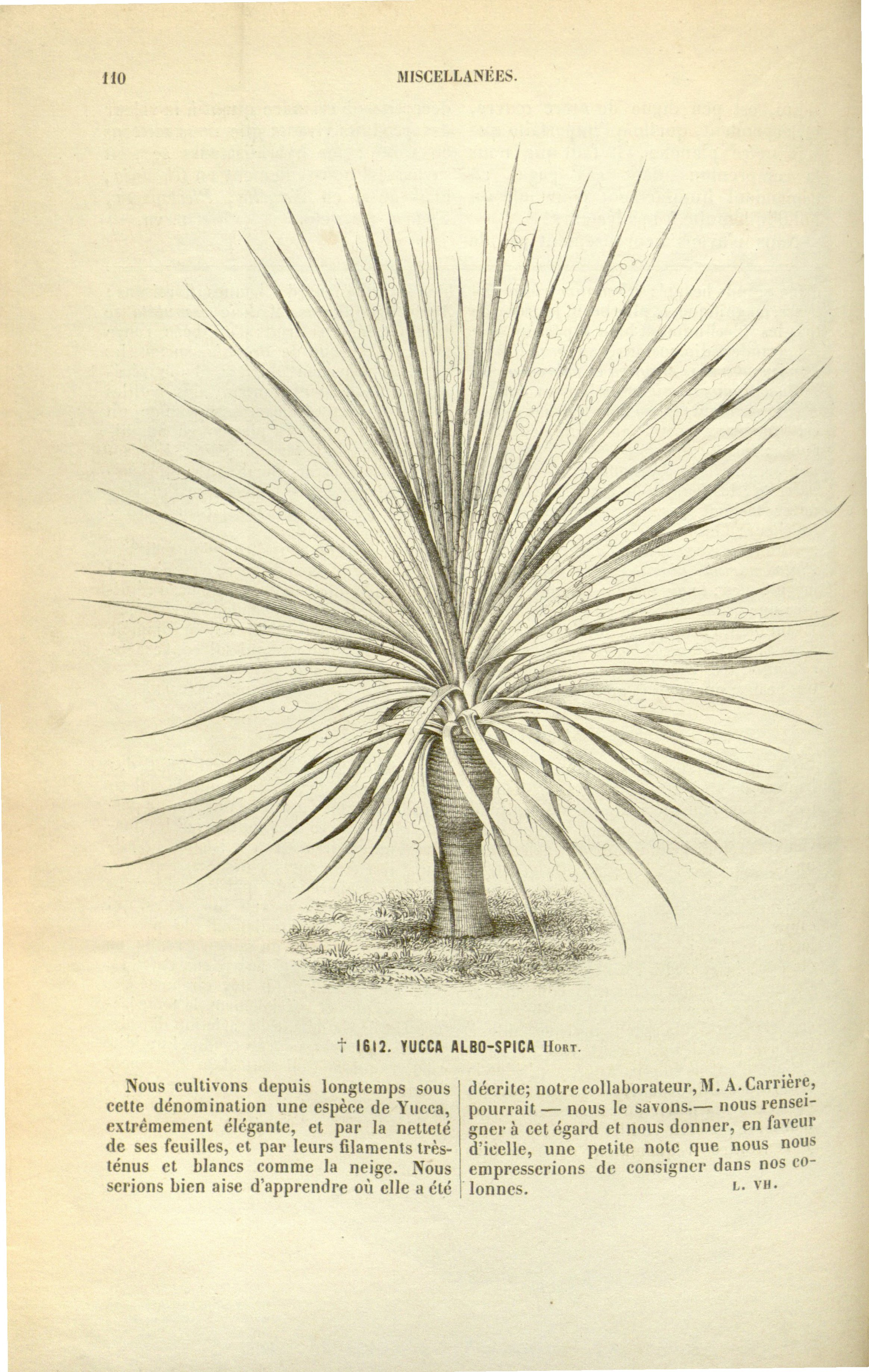
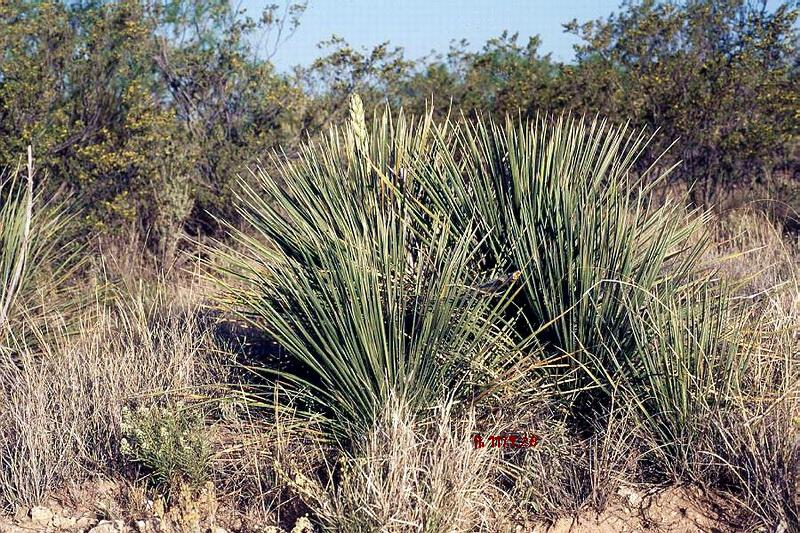
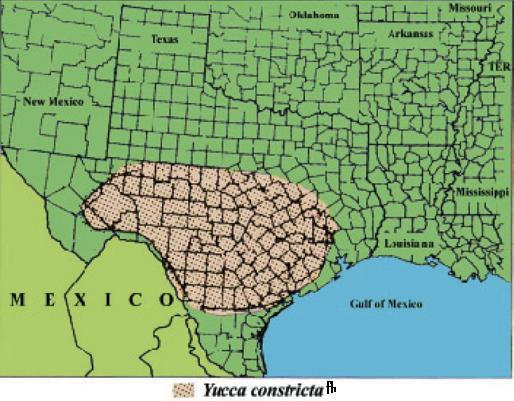